# Galtzagorri

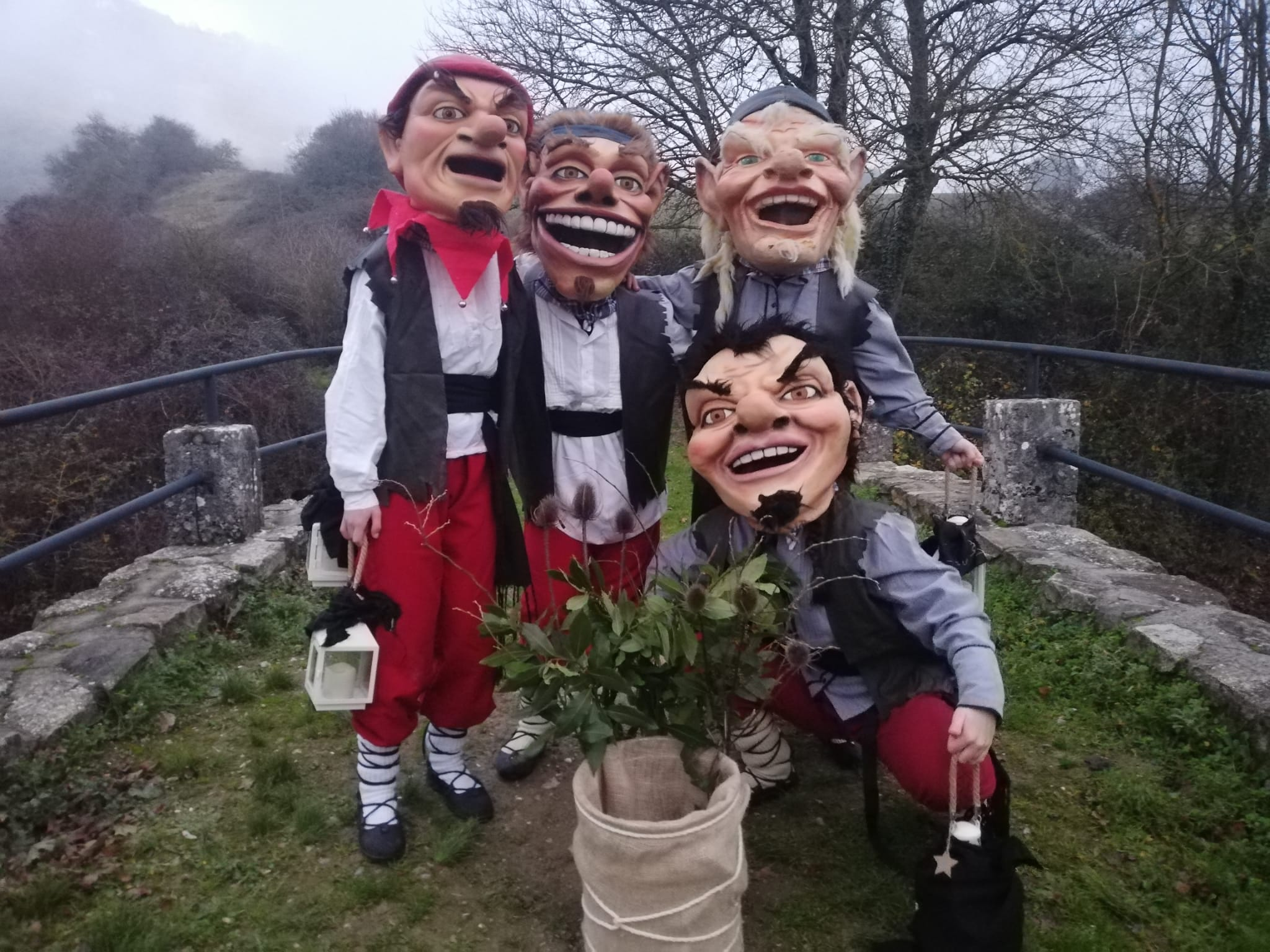
Galtzagorriak, personajes traviesos de la mitología vasca.

Galtzagorri es un personaje de la mitología vasca. Son seres diminutos que ayudan a los humanos. Viven con Olentzero. Son engorrosos. Llevan puestos pantalones rojos y se ocultan en los alfileteros. Preguntan a gritos a su dueño humano girando a su alrededor pidiendo más tareas que hacer: "¿Y ahora qué? ¿Y ahora qué?" Y en un momento, mayormente en la noche, cumplen las órdenes que reciban de su jefe o dueño, incluso las más sorprendentes. Los "galtzagorri" también se les conoce con otros nombres: Aidetikako (en Sare); Aiharra, Haio (en Labort); Beste Mutilak (otros chicos) (en Guernica y Luno), Patuek (en Múgica)...